# Australische Baumratten
Die Australischen Baumratten (Mesembriomys) sind eine Nagetiergattung aus der Gruppe der Altweltmäuse (Murinae). Sie sind nachtaktive, baumbewohnende Tiere, die in zwei Arten im Westen und Norden Australiens verbreitet sind:
- Die Goldrücken-Baumratte (Mesembriomys macrurus) lebt im nördlichen Western Australia und im nördlichen Northern Territory.
- Die Schwarzfuß-Baumratte (Mesembriomys gouldii) ist im gesamten Norden Australiens verbreitet.

Die Goldrücken-Baumratte hat eine Kopf-Rumpf-Länge von 24 bis 35 Zentimetern, hinzu kommt ein 27 bis 39 Zentimeter langer Schwanz. Sie wiegt 430 bis 870 Gramm. Ihr Fell ist oberseits gelblichbraun und unterseits weißlich gefärbt, die Füße sind schwarz. Die Schwarzfuß-Baumratte ist deutlich kleiner: Ihre Kopfrumpflänge beträgt 19 bis 24 Zentimeter, hinzu kommen 30 bis 36 Zentimeter Schwanz. Sie erreicht 210 bis 330 Gramm. Ihr Fell ist oberseits rotbraun und unterseits weißlich, die Füße sind schwarz.
Der Lebensraum der Baumratten sind baumbestandene Savannen. Hier verbringen sie die Tage in Baumhöhlen, die sie mit Blättern auspolstern. Nachts gehen sie auf Nahrungssuche. Dabei müssen sie immer wieder auf den Boden, um zu anderen Bäumen zu gelangen. Die Nahrung sind Nüsse und Samen, als Beikost auch Insekten.
Der wissenschaftliche Name ist aus den griechischen Worten mesembria (Mittag/Süden) und mys (Maus) gebildet. Er bezieht sich auf europäische Verhältnisse, obwohl die Sonnen in Australien mittags in Norden steht.
Die IUCN listet die Goldrücken-Baumratte ist „nicht gefährdet“ (least concern) und die Schwarzfuß-Baumratte als „gefährdet“ (vulnerable).
Systematisch sind sie Teil der Pseudomys-Gruppe, einer überwiegend australischen Radiation der Altweltmäuse.